# 杜布亞希
50°11′55″N 34°30′16″E / 50.19861°N 34.50444°E
杜布亞希（羅馬化：Dubiahy）是烏克蘭中部的村莊，隸屬波爾塔瓦州的波爾塔瓦區。該村處於格倫河左岸，距離申哈里伊夫卡3公里，面積0.82平方公里，海拔高度115米，2001年人口124。